# Вербилівська сільська рада
| Вербилівська сільська рада — орган місцевого самоврядування у Рогатинському районі Івано-Франківської області з адміністративним центром у с. Вербилівці. Історична дата утворення: в 1944 році. Водоймища на території, підпорядкованій даній раді: річка Гнила Липа. Сільській раді підпорядковані населені пункти: - с. Вербилівці - с. Залужжя |

## Склад ради
Рада складається з 16 депутатів та голови.

### Керівний склад ради
| ПІБ                    | Основні відомості                                                 | Дата обрання | Дата звільнення |
| ---------------------- | ----------------------------------------------------------------- | ------------ | --------------- |
| Білоус Іван Михайлович | Сільський голова, 1958 року народження, освіта, безпартійний      | 26.03.2006   | 31.10.2010      |
| Білоус Іван Михайлович | Сільський голова, 1958 року народження, освіта вища, безпартійний | 31.10.2010   |                 |

Примітка: таблиця складена за даними джерела